# Spirit They're Gone, Spirit They've Vanished
Spirit They're Gone, Spirit They've Vanished är Animal Collectives första album, utgivet under gruppnamnet Avey Tare and Panda Bear (pseudonymer för David Portner och Noah Lennox).
Det återutgavs 2003 tillsammans med Danse Manatee på FatCat Records under gruppnamnet Animal Collective.

## Låtlista
1. "Spirit They've Vanished" – 5:35
2. "April and the Phantom" – 5:53
3. Obetitlad – 2:58
4. "Penny Dreadfuls" – 7:58
5. "Chocolate Girl" – 8:28
6. "Everyone Whistling" – 1:00
7. "La Rapet" – 7:52
8. "Bat You'll Fly" – 5:03
9. "Someday I'll Grow to Be As Tall As the Giant" – 3:10
10. "Alvin Row" – 12:39